# Diócesis de Ruyigi
La diócesis de Ruyigi (en latín: Dioecesis Ruyigiensis y en francés: Diocèse de Ruyigi) es una circunscripción eclesiástica de la Iglesia católica en Burundi. Se trata de una diócesis latina, sufragánea de la arquidiócesis de Guitega. Desde el 30 de octubre de 2010 su obispo es Blaise Nzeyimana.

## Territorio y organización
La diócesis tiene 4303 km² y extiende su jurisdicción sobre los fieles católicos de rito latino residentes en las provincias de Cankuzo y Ruyigi.
La sede de la diócesis se encuentra en la ciudad de Ruyigi, en donde se halla la Catedral de los Santos Mártires Ugandeses. 
En 2020 en la diócesis existían 17 parroquias.

## Historia
La diócesis fue erigida el 13 de abril de 1973 con la bula Ex quo Christus del papa Pablo VI, obteniendo el territorio de la arquidiócesis de Guitega y de la diócesis de Bururi.
El 17 de enero de 2009 cedió una parte de su territorio para la erección de la diócesis de Rutana mediante la bula Ad aptius provehendam del papa Benedicto XVI.

## Estadísticas
Según el Anuario Pontificio 2021, la diócesis tenía a fines de 2020 un total de 513 466 fieles bautizados.
| Año                                                                             | Población            | Población | Población      | Sacerdotes | Sacerdotes    | Sacerdotes    | Bautizados por sacerdote | Diáconos permanentes | Religiosos | Religiosos | Parroquias |
| Año                                                                             | Bautizados católicos | Total     | % de católicos | Total      | Clero secular | Clero regular | Bautizados por sacerdote | Diáconos permanentes | Varones    | Mujeres    | Parroquias |
| ------------------------------------------------------------------------------- | -------------------- | --------- | -------------- | ---------- | ------------- | ------------- | ------------------------ | -------------------- | ---------- | ---------- | ---------- |
| 1980                                                                            | 158 724              | 323 521   | 49.1           | 39         | 14            | 25            | 4069                     |                      | 39         | 71         | 16         |
| 1990                                                                            | 250 032              | 469 832   | 53.2           | 21         | 20            | 1             | 11 906                   |                      | 14         | 60         | 16         |
| 1999                                                                            | 367 085              | 557 624   | 65.8           | 24         | 16            | 8             | 15 295                   |                      | 16         | 69         | 20         |
| 2000                                                                            | 366 949              | 557 263   | 65.8           | 24         | 17            | 7             | 15 289                   |                      | 15         | 71         | 20         |
| 2001                                                                            | 349 850              | 576 474   | 60.7           | 31         | 22            | 9             | 11 285                   |                      | 20         | 83         | 20         |
| 2002                                                                            | 363 110              | 584 172   | 62.2           | 33         | 24            | 9             | 11 003                   |                      | 29         | 85         | 20         |
| 2003                                                                            | 371 989              | 595 721   | 62.4           | 33         | 24            | 9             | 11 272                   |                      | 19         | 107        | 20         |
| 2004                                                                            | 370 611              | 599 689   | 61.8           | 36         | 27            | 9             | 10 294                   |                      | 17         | 78         | 20         |
| 2010                                                                            | 334 330              | 558 189   | 59.9           | 44         | 41            | 3             | 7598                     |                      | 13         | 75         | 14         |
| 2014                                                                            | 356 142              | 563 166   | 63.2           | 49         | 45            | 4             | 7268                     |                      | 25         | 70         | 14         |
| 2017                                                                            | 424 860              | 628 334   | 67.6           | 55         | 52            | 3             | 7724                     |                      | 21         | 91         | 17         |
| 2020                                                                            | 513 466              | 773 508   | 66.4           | 62         | 60            | 2             | 8281                     |                      | 8          | 110        | 17         |
| Fuente: Catholic-Hierarchy, que a su vez toma los datos del Anuario Pontificio. |                      |           |                |            |               |               |                          |                      |            |            |            |

## Episcopologio
- Joachim Ruhuna † (13 de abril de 1973-28 de marzo de 1980 nombrado arzobispo coadjutor de Guitega)
- Joseph Nduhirubusa † (19 de abril de 1980-30 de octubre de 2010 renunció)
- Blaise Nzeyimana, desde el 30 de octubre de 2010